# Казимир Ольшевський

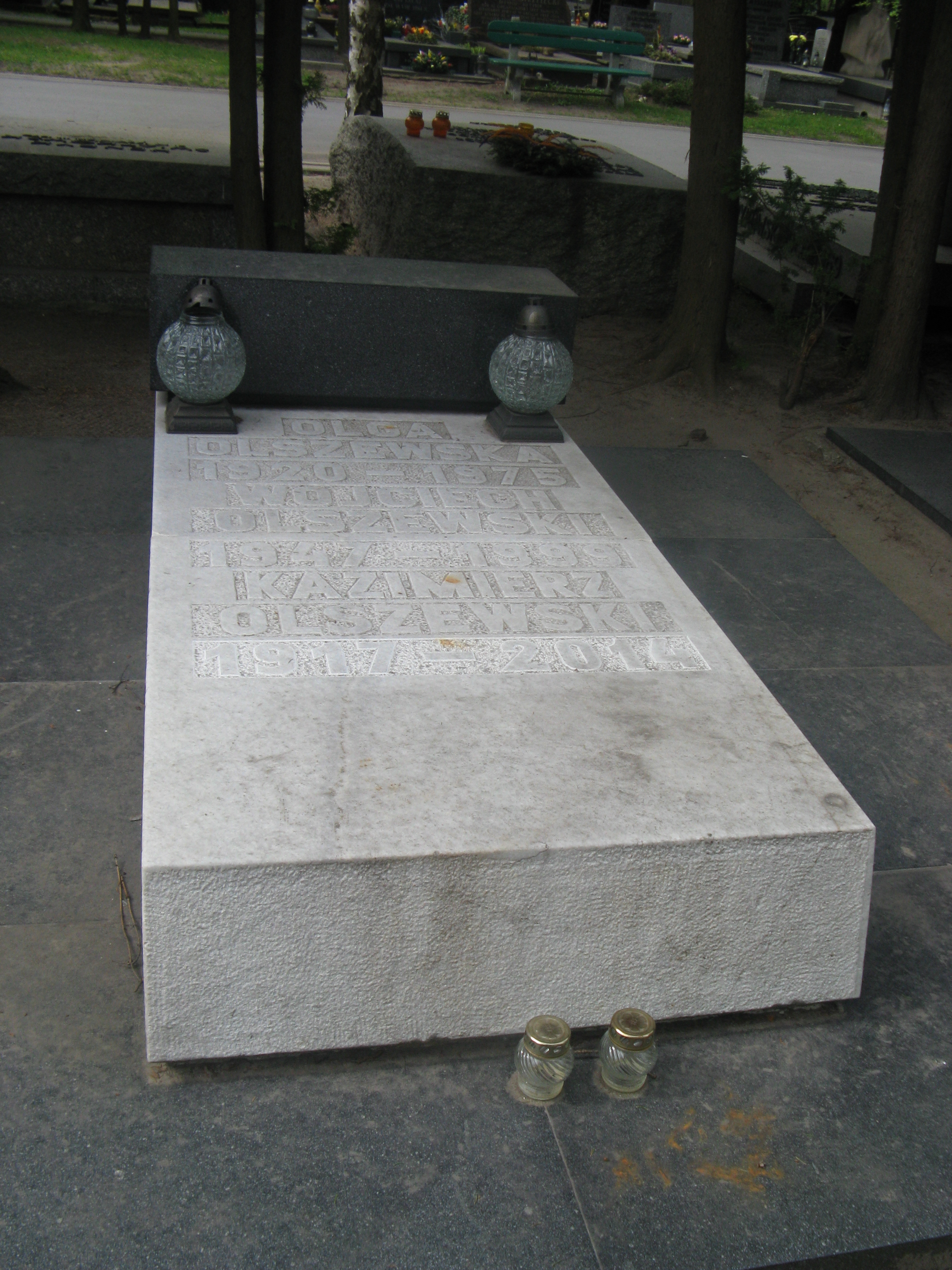
Могила Казимира Ольшевського на Військовому цвинтарі Повонзки

Казимир Ольшевський (пол. Kazimierz Olszewski, 9 серпня 1917, Тшеснюв — 29 серпня 2014, Варшава) – польський технік-механік, комуністичний політик. Обіймав посади віцепрем'єр-міністра (1972–1977), міністра зовнішньої торгівлі (1971–1972), міністра судноплавства (1973–1974) й міністра зовнішньої торгівлі та морського господарства (1974). При цьому був членом парламенту ПНР VII скликання. Будівельник Народної Польщі.

## Біографія
Батьками були Станіслав і Анєла. Мав незакінчену вищу освіту за фахом технік-механік, навчався у Львівській політехніці. У 1941–1943 рр. служив в Червоній армії, а з 1943 р. по 1947 р. у Польськім війську. У 1947–1952 рр. працював на виробництві синтетичного волокна.
У 1952–1959 рр. працював у Міністерстві хімічної промисловості (директор департаменту, заступник держсекретаря). У 1959–1962 рр. і 1975–1977 рр. був постійним представником Польського уряду Ради економічної взаємодопомоги (РЕВ) в Москві. З 1962 р. по 1970 р. був 1-м заступником голови виконавчого комітету РЕВ i 1-м заступником голови Комітету зовнішньоекономічного співробітництва при Раді Міністрів. У 1971–1972 рр. був заступником постійного представника польського уряду в РЕВ.
1945 року вступив до ПРП, а потім до ПОРП, З 1971 р. по 1981 р. був членом ЦК ПОРП. З 13 лютого 1971 р. по 29 березня 1972 р. був міністром зовнішньої торгівлі, а з 10 квітня 1974 р. по 21 листопада 1974 р. був міністром зовнішньої торгівлі та морського господарства; з 22 листопада 1973 р. по 10 квітня 1974 р. був міністром судноплавства, а з 29 березня 1972 р. по 17 грудня 1977 р. був віцепрезидентом Ради міністрів в уряді Пйотра Ярошевича.
У 1976–1980 рр. був членом парламенту ПНР VII скликання. У 1978–1982 рр. був послом ПНР в СРСР. Багато років був членом Спілки борців за свободу і демократію.
Був нагороджений Орденом Будівельників Народної Польщі (1974) і Орденом «Стягу Праці» I класу]]. У 1965 р. Орденом «За заслуги перед Італійською Республікою».
Похований на військовому цвинтарі Повонзки у Варшаві (могила B2-13-1d/1e).

## Особисте життя
Казимир Ольшевський більшу частину життя прожив у Варшаві. Мав дружину Ольгу Ольшевську (1920–1975) та сина Войцеха (1947–1999).